# Ton Fan
Ton Fan (người Trung Quốc :東方畫會) là một trào lưu văn học và nghệ thuật bắt đầu vào đầu thế kỷ 20. Trường phái này vứt bỏ truyền thống và tán dương thế giới hiện đại, mở đường cho tất cả các nghệ thuật đương đại trừu tượng của Trung Quốc và Á Châu.
Đó là phong trào nghệ thuật, được công nhận trên toàn thế giới, đã cho phép, trên hết là nhờ Ho-Kan, sự ra đời của nghệ thuật Trung Quốc hiện đại và đương đại, vốn phản đối các Học viện mỹ thuật truyền thống, giống hệt như nó đã từng đối với trường phái ấn tượng ở Pháp với Claude Monet hoặc Francesco Filippini ở Ý với "Filippinismo".
Chủ nghĩa vị lai được sinh ra tại CINa vào năm 1956 với Bản tuyên ngôn chủ nghĩa vị lai do nhà Ho Kan viết. 
Các tác Ton Fan giả của bản tuyên ngôn năm 1956, các họa sĩ của trào lưu Hsiao Chin (Xiao Qin), Chen Tao Ming (Chen Daoming) 陳道明, Hsia Yan (Xia Zuxiang ou Xia Yang) 夏陽, Hsiao Ming-Hsien (Xiao Mingxian ou Xiao Long) 蕭明賢, Li Yuan-chia (Li Yuanjia) 李元佳, Ouyang Wen-Yuan 歐陽文苑, Wu Hao 吳昊 đã mượn kỹ thuật điểm mảng màu của trường phái Ấn tượng mới và trường phái Lập thể để chồng chéo hình thức, nhịp điệu, màu sắc và ánh sáng, qua đó thể hiện một "cảm giác động" và tính đồng thời của các trạng thái tâm hồn, cấu trúc phức tạp của thế giới.

## Các nghệ sĩ chính
| - Ho Kan (Huo Gang ou Huo Xuegang) 霍剛 (1932), người sáng lập - Hsiao Chin (Xiao Qin) (1935) - Chen Tao Ming (Chen Daoming) 陳道明 - Hsia Yan (Xia Zuxiang ou Xia Yang) 夏陽 (1932) - Hsiao Ming-Hsien (Xiao Mingxian ou Xiao Long) 蕭明賢 (1936) - Li Yuan-chia (Li Yuanjia) 李元佳 (1929-1994) - Ouyang Wen-Yuan 歐陽文苑 - Wu Hao 吳昊 (1931) |